# 야타간

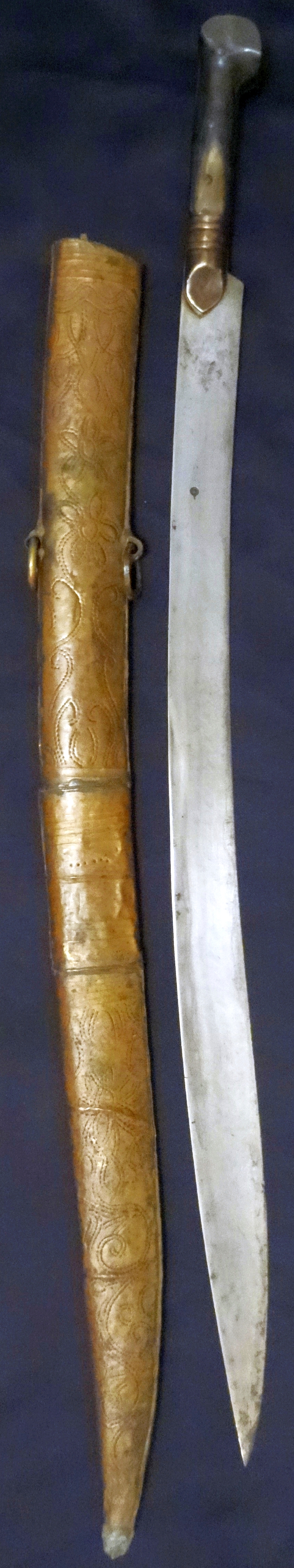
야타간

야타간(Yatagan)은 터키의 장검으로, 등쪽으로 완만하게 휘고 날밑이 없다.

## 같이 보기
- 에페
- 커틀러스
- 샤슈카